# Meeting International Mohammed VI d'Athlétisme de Rabat 2010
Meeting International Mohammed VI d’Athlétisme de Rabat 2010 – mityng lekkoatletyczny, który odbył się w stolicy Maroka Rabacie 6 czerwca 2010 roku. Zawody były kolejną odsłoną cyklu World Challenge Meetings.

## Rezultaty

### Mężczyźni
| Konkurencja:                  | 1. miejsce                  | Wynik       | 2. miejsce          | Wynik       | 3. miejsce              | Wynik       |
| Bieg na 200 m                 | Wallace Spearmon            | 20.35       | Steve Mullings      | 20.75       | Aziz Ouhadi             | 20.88 PB    |
| Bieg na 400 m                 | Jermaine Gonzales           | 45.06 SB    | Chris Brown         | 45.32 SB    | Martyn Rooney           | 45.45 SB    |
| Bieg na 800 m                 | Abubaker Kaki Khamis        | 1:46.71     | Anter Zerguelaine   | 1:47.60 SB  | Richard Kiplagat        | 1:47.91     |
| Bieg na 1500 m                | Abdalaati Iguider           | 3:34.25 SB  | Amine Laâlou        | 3:34.26 SB  | Mohamed Othman Shahween | 3:34.45 SB  |
| Bieg na 5000 m                | John Cheruiyot              | 13:01.64 PB | Sammy Alex Mutahi   | 13:02.54 PB | Abraham Chebii          | 13:03.11 SB |
| Bieg na 3000 m z przeszkodami | Mahiedine Mekhissi-Benabbad | 8:08.82 SB  | Richard Mateelong   | 8:14.89     | Ezekiel Kemboi          | 8:17.29     |
| Skok wzwyż                    | Aleksiej Dmitrik            | 2.31 SB     | Siergiej Mudrow     | 2.26 PB     | Kabelo Kgosiemang       | 2.26        |
| Skok w dal                    | Dwight Phillips             | 8.26        | Ndiss Kaba Badji    | 8.09        | Ignisious Gaisah        | 8.05        |
| Rzut dyskiem                  | Virgilijus Alekna           | 61.75       | Loy Maikel Martínez | 61.05       | Aleksander Tammert      | 60.51       |

### Kobiety
| Konkurencja:               | 1. miejsce       | Wynik      | 2. miejsce           | Wynik      | 3. miejsce            | Wynik      |
| Bieg na 100 m              | Chandra Sturrup  | 11.14      | Tianna Madison       | 11.41 SB   | Ebonie Floyd-Broadnax | 11.42 SB   |
| Bieg na 800 m              | Halima Hachlaf   | 2:00.63 PB | Hasna Benhassi       | 2:01.33 SB | Maggie Vessey         | 2:01.55 SB |
| Bieg na 1500 m             | Nancy Langat     | 4:05.80    | Mouna Tabssart       | 4:06.25 PB | Btissam Lakhoud       | 4:07.73    |
| Bieg na 3000 m             | Fatiha Benchatki | 9:17.64 PB | Sara Bouasria        | 9:18.06 PB | Salima El Ouali Alami | 9:18.37 PB |
| Bieg na 400 m przez płotki | Kaliese Spencer  | 54.89 SB   | Perri Shakes-Drayton | 56.03 SB   | Élodie Ouédraogo      | 56.59      |
| Trójskok                   | Anna Piatych     | 14.68 SB   | Nadieżda Alechina    | 14.46 SB   | Dana Velďáková        | 14.20 SB   |
| Rzut oszczepem             | Rachel Yurkovich | 60.11 PB   | Jarmila Klimešová    | 59.64      | Madara Palameika      | 59.13      |